# Vogeleiland (Flevoland)
Vogeleiland est une petite île inhabitée dans le Zwarte Meer près de la ville Overijssel de Genemuiden et à côté du canal de navigation Zwolse Diep. Depuis 1997, elle est gérée comme sanctuaire d'oiseaux par le natuurmonumenten. Elle n'est accessible qu'en excursion guidée.
Vogeleiland est un banc de sable endigué, créé en 1942 par la récupération de sable et de matériaux de dragage. À cette époque, des érables et des tilleuls ont été plantés, tandis qu'une partie de l'île est devenue une prairie. Les berges sont constituées de roselières marécageuses. Au moins soixante espèces d'oiseaux nichent ou résident sur l'île, dont le gorgebleue à miroir, le rossignol, la rousserolle turdoïde, le faucon et le pygargue à queue blanche. Comme d'autres réserves naturelles des nouveaux polders, la région est riche en champignons. Dans un haut-fond sous le vent de l'île, l'ide mélanote se reproduit en masse, une espèce de poisson répertoriée comme « sensible » sur la liste rouge néerlandaise.
Initialement, le Vogeleiland faisait partie de l'ancienne commune de Genemuiden, mais après la création de la province de Flevoland en 1986, l'île est devenue une partie de la commune de Noordoostpolder.